# 宇宙英雄ペリー・ローダンの年表
宇宙英雄ペリー・ローダンの年表（うちゅうえいゆうペリー・ローダンのねんぴょう）では、『宇宙英雄ペリー・ローダン』シリーズを年表にして紹介する。
年号は特に記載のない限り紀元後。
| サイクル                       | 年 | 日付 | 出来事 |
| ------------------------------ | --- | --- | --- |
|                                | BC137億年頃 | | 宇宙の創造。超越知性体とコスモクラートの誕生。 |
| BC46億年頃                     | | 太陽系、地球の誕生。 | |
| BC1800万年頃                   | | エスタルトゥと「それ」の誕生。放浪し、アマンドゥル銀河の惑星（=地球）に落ち着く。七強者が誕生する。                                        | |
| BC1400万年頃                   | | 「それ」、超越知性体になる。 | |
| BC1100万年頃                   | | 超越知性体「テルムの女帝」覚醒。 | |
| BC220万年頃                    | | 「深淵の騎士団」の創設。 | |
| BC200万年頃                    | | 「大群」の発生。 | |
| BC180万年頃                    | | 反物質エネルギーの巨大な塊「スープラヘト」、アッカローリー・ハルノが発生する。スープラヘトは星を食い進む。                                 | |
| BC120万年頃                    | | スープラヘト、封印されて惑星ヘルクレスとなる。                                                                                             | |
| BC100万年頃                    | | 「カルドゥルス」の反乱、大群を乗っ取る。                                                                                                   | |
| BC25万年頃                     | | ペルトゥス、ナウパウム銀河に人口爆発を起こさせる。                                                                                         | |
| BC196566年                     | | カピンのオヴァロンとメルセイレ、ローダンとともに3434年に旅立つ。                                                                           | |
| BC196480年                     | | グルエルフィン銀河の内乱。タケル人がカピンを支配する。                                                                                     | |
| BC106500年                     | | メタ心理戦争。 | |
| BC10万年頃                     | | 公会議の全種族がそろう。 | |
| BC7万年頃                      | | ハルト人誕生。けだもの、M-87から追放される。                                                                                               | |
| BC51988年                      | | 時間警察成立。 | |
| BC50100年                      | | レムール・ハルト戦争勃発。 | |
| BC49988年                      | | ハルト人の太陽系攻撃。 | |
| BC49980年                      | | 《オールド・マン》の建造始まる。 | |
| BC2万年頃                      | | 島の王が権力を握る。ポスビが製造される。                                                                                                   | |
| BC18514年                      | | アコン人のM-13植民がはじまる。 | |
| BC18334年                      | | アルコン帝国成立。 | |
| BC18316年                      | | 中央戦争終結。アルコンの独立が認められる。                                                                                                 | |
| BC8020年                       | | アトラン生まれる。メタン戦争勃発。 | |
| BC8010年                       | | 太陽系、アルコン人ケルロンに発見される。                                                                                                   | |
| BC7987年                       | | 金星の大ポジトロニクス、設置される。 | |
| BC7985年                       | | アトラン、「それ」から細胞活性装置とコンヴァーター砲の設計図を受け取る。ドルーフによりアトランティスが破壊され、アトランは島流しとなる。   | |
| BC7683年                       | | 《オールド・マン》完成。 | |
| BC3917年                       | | アルコンのロボット摂政、完成。 | |
| 1936年                         | 6月8日 | ペリー・ローダン生まれる。 | |
| 1971年                         | 2月 | 「アエトロン探検隊」の巡洋艦が月面に不時着。トーラとクレストが乗船。                                                                       | |
| 第三勢力                       | 1971年 | | |
| 第三勢力                       | 1971年 | 6月19日 | ローダン率いる《スターダスト》、月面でアルコン人に遭遇（本編開始） |
| 第三勢力                       | 1971年 | 夏 | ゴビ砂漠に着陸した《スターダスト》、核戦争をストップさせる。 |
| 第三勢力                       | 1971年 | 後半 | ファンタン人の地球攻撃。ミュータント部隊結成。 |
| 第三勢力                       | 1972年 | | |
| 第三勢力                       | 2 - 8月 | IVs（精神寄生体）の地球侵攻。エルンスト・エラートの精神が行方不明となる。                                                                  | |
| 第三勢力                       | 5月 | 金星のアルコン基地が発見される。 | |
| 第三勢力                       | 1975年 | | |
| 第三勢力                       | 5月25日 | ヴェガ星系にトプシダー艦隊が侵攻。テラナーが介入する。                                                                                     | |
| 第三勢力                       | 夏以降 | 旗艦《スターダストII》、「永遠の生命の星」を探す旅に出る。                                                                                 | |
| 第三勢力                       | 1976年 | | |
| 第三勢力                       | 1月 | ローダン、永遠の生命の星「ワンダラー」を発見し、細胞活性シャワーを受ける。ワンダラーに数日滞在する間に、外の宇宙では4年経過する。          | |
| 第三勢力                       | 1978年 | | |
| 第三勢力                       | アルコンのロボット摂政、覚醒。                                                                                 | | |
| 第三勢力                       | 1980年 | | |
| 第三勢力                       | 5月24日 | ローダンが地球（テラ）に帰還。東ブロックを攻撃し、指導者を国際法廷に突き出す。                                                             | |
| 第三勢力                       | 6月19日 | ゴビ砂漠に築かれた首都ギャラクトシティを、「テラニア」と改称する。                                                                         | |
| 第三勢力                       | 1981年 | | |
| 第三勢力                       | 6月19日 | トーラが金星に逃走し、追跡したローダンは東ブロック軍に攻撃される。                                                                         | |
| 第三勢力                       | 7月20日 | 「オーヴァヘッド」が独自にミュータント部隊を組織、テラニアを攻撃する。失敗したオーヴァヘッドは自爆する。                                   | |
| 第三勢力                       | 1982年 | 6月 | |
| 第三勢力                       | 1982年 | 6月 | 宇宙商人「スプリンガー」のゲリラ攻撃。テラは「宇宙のおとり作戦」によって敵の姿をあぶりだす。 |
| 第三勢力                       | 1982年 | 6月 | ローダン、「それ」からフィクティブ転送機2基をもらう。 |
| 第三勢力                       | 1982年 | 11月 | 世界政府樹立。首都をテラニアに置く。 |
| 第三勢力                       | 1982年 | 12月 | ローダン、タトリラ星系ゴスルに遠征。スプリンガーの族長集会を粉砕する。 |
| 第三勢力                       | 1983年 | | |
| 第三勢力                       | タトリラ星系で「ハルノ」が発見される。                                                                         | | |
| 第三勢力                       | 1984年 | | |
| 第三勢力                       | 5月10日 | 《スターダストII》がアルコン星系に進出、アルコン旗艦《ヴィースト=アーク》を奪って逃げる。《ヴィースト=アーク》は《タイタン》と改称される。 | |
| 第三勢力                       | 銀河医師種族「アラス」の陰謀が発覚。                                                                           | | |
| 第三勢力                       | アラスの依頼によるスプリンガーの太陽系攻撃。ローダンは「地球替え玉作戦」を発動、地球は銀河の表舞台から消える。 | | |
|                                | 1990年 | 6月19日 | 太陽系帝国成立。初代第一執政官にローダンが就任。 |
| アトランとアルコン             | 2040年 | | |
| アトランとアルコン             | 2040年 | 3月 | アトランの覚醒 |
| アトランとアルコン             | 2040年 | 5月10日 | ローダンとアトラン、惑星ヘルゲイトで決闘する。 |
| アトランとアルコン             | 2040年 | 6月 | 惑星トリモンで17世紀の地球人が発見される。 |
| アトランとアルコン             | 2040年 | 7月12日 | ミュータント2人の裏切りが発覚する。 |
| アトランとアルコン             | 2040年 | 7月13日 | ローダンとアトラン、金星で再び決闘する。 |
| アトランとアルコン             | 2040年 | 8月 | 護送船《アドヴェンチュラス》、惑星グレイ=ビーストに不時着する。 |
| アトランとアルコン             | 2040年 | 9月 | 地球、銀河の表舞台に復帰する。 |
| アトランとアルコン             | 2040年 | 10月 | ドルーフ宇宙の発見、ドルーフとテラナーの遭遇。 |
| アトランとアルコン             | 2040年 | 11月10日 | テラナー、スヴォーフォン2万人を火星に収容する。 |
| アトランとアルコン             | 2042年 | | |
| アトランとアルコン             | 1月5日 | ワンダラーが一時消失。 | |
| アトランとアルコン             | 1月17日 | ローダン、ソリチュード知性体「ネーサン」に遭遇。                                                                                           | |
| アトランとアルコン             | 2043年 | | |
| アトランとアルコン             | 7月 | テラナー、惑星エパンで分子変形能力者に遭遇。                                                                                               | |
| アトランとアルコン             | 9月14日 | エルンスト・エラート、復活する。 | |
| アトランとアルコン             | 10月14日 | トーラ、殺害される。 | |
| アトランとアルコン             | 2044年 | | |
| アトランとアルコン             | 1月6日 | 昇天作戦が行われる。フィクティブ転送機1基を失う。                                                                                          | |
| アトランとアルコン             | 1月21日 | 摂政破壊作戦始動。 | |
| アトランとアルコン             | 3月18日 | アトラン、ゴノツァル8世として即位。 | |
| アトランとアルコン             | 10月末 | アトラン、細胞活性装置を奪われ死にかける。                                                                                                 | |
| アトランとアルコン             | 2045年 | | |
| アトランとアルコン             | 1月5日 | 惑星トラムプが破壊される。 | |
| アトランとアルコン             | 1月25日 | クレスト没。 | |
|                                | 21 - 22世紀 | | 環境適応プログラムが始まる。 |
| リニアエンジンが実用化される。 | 21 - 22世紀 | | |
| ポスビ                         | 2102年 | | |
| ポスビ                         | 2102年 | 3月4日 | リニアエンジン実験艦《ファンタジー》が試験飛行中にトラブルを起こし、ローダンたちは漂着した「ブルーの星系」で「アコン人」を発見する。 |
| ポスビ                         | 2102年 | 6月1日 | アコン人のプラズマ生物兵器「マル=セ」が太陽系にばらまかれ、大混乱が起きる。 |
| ポスビ                         | 2102年 | 10月 | アコン人がアルコンIIIに進出して惑星を時間転換機で15000年前に戻し、当時の皇帝をそそのかして太陽系を攻撃させる。 |
| ポスビ                         | 2102年 | 10月7日 | パッサの偽神事件。 |
| ポスビ                         | 2102年 | 12月17日 | 太陽系の要人がアコン人に誘拐される。テラは新旗艦でブルーの星系に進出する。 |
| ポスビ                         | 2103年 | | |
| ポスビ                         | 2月 | 麻薬酒「リクヴィティフ」の毒性が明らかになる。                                                                                             | |
| ポスビ                         | 3月 | トマス・カーディフ脱走する。 | |
| ポスビ                         | 4月 | トマス・カーディフ、惑星オクルでローダンとすり変わる。                                                                                     | |
| ポスビ                         | 7月 | ローダン=カーディフ、細胞活性装置を得る。                                                                                                  | |
| ポスビ                         | 8月25日 | ローダン=カーディフ、アルコン領内のテラナーに帰国命令を出す。この頃、カーディフは発狂し始める。                                            | |
| ポスビ                         | 10月23日 | カーディフの芝居が見破られ、本物のローダンが救出される。カーディフ死亡。                                                                   | |
| ポスビ                         | 2104年 | | |
| ポスビ                         | 5月 | 惑星アツゴラで「ベーコン苔」が発見される。                                                                                                 | |
| ポスビ                         | 8月 | ベーコン苔を管理する「スカウト船」と「播種船」が発見され、制圧される。                                                                     | |
| ポスビ                         | 10月 | ベーコン苔を収穫する「収穫船」により、ベーコン苔が一掃される。                                                                             | |
| ポスビ                         | 2105年 | | |
| ポスビ                         | 11月末 | ロボット摂政のプログラミングが変更される。                                                                                                 | |
| ポスビ                         | 12月 | アトランが退位、ミンテロル1世が即位。 | |
| ポスビ                         | 2106年 | | |
| ポスビ                         | 2月10日 | ロボット摂政自爆。 | |
| ポスビ                         | 2112年 | | |
| ポスビ                         | 5月2日 | テラナーとローリン、ポスビが遭遇、ローリンとポスビで戦闘が行われる。                                                                       | |
| ポスビ                         | 5月29日 | テラナーとポスビが初めて交戦。 | |
| ポスビ                         | 2113年 | | |
| ポスビ                         | 3月 | ポスビとの戦闘でフィクティブ転送機1基を失う。                                                                                              | |
| ポスビ                         | 8月2日 | ポスビとテラナーが休戦する。 | |
| ポスビ                         | 8月9日 | 銀河同盟発足。 | |
| ポスビ                         | 10月 | テラナー、ポスビからトランスフォーム砲1基を奪う。エルンスト・エラートの精神が再び行方不明になる。                                          | |
| ポスビ                         | 2114年 | | |
| ポスビ                         | 2月15日 | ローリンの地球侵攻。 | |
| ポスビ                         | 7月末 | ローリンが撃退され、テラナーとポスビは同盟を締結。                                                                                         | |
|                                | 2115年 | 1月 | アトランがアルコン皇帝から退位。太陽系帝国とアルコン帝国が合併し、「連合帝国」成立。ローダンが「大執政官」に就任。 |
| 第二帝国                       | 2326年 | | 「それ」が銀河系を脱出し細胞活性シャワーの提供を中止。細胞活性装置２５個を代わりに銀河各地にばら撒く。 |
| 第二帝国                       | 2327年 | | 連合帝国と第二帝国との戦い。 |
| 第二帝国                       | 2328年 | | 連合帝国とプロフォスとの戦い |
| 第二帝国                       | 2329年 | | 連合帝国の解体。 ローダンがモリー・アブロと結婚。 アルコンＩＩＩがブルー族に破壊され、アルコン帝国が崩壊。 |
| 島の王たち                     | 2400年 | 8月 | ローダンらテラナーがハルト人のイホ・トロトと遭遇。 銀河系中枢部で「恒星六角形」が発見され、調査中の《クレストII》がアンドロメダ銀河へ転送される。 |
| 島の王たち                     | 2400年 - 2406年                                                                                                | | 太陽系帝国と「島の王」たちとの戦い。 |
| M-87                           | 2435年 | | テラナーが「オールド・マン」と遭遇。 テラナーとヒュノプ・クリスタルとの戦い |
| M-87                           | 2436年 | 1月 | テラナーが時間警察と遭遇。 《クレストＩＶ》がM-87銀河に飛ばされる。 |
| M-87                           | 2436年 | 2月 | 二次制約者に乗っ取られたオールドマンが太陽系に侵攻するもテラナーに奪還される。 |
| M-87                           | 2436年 | 《クレストＩＶ》がM-87銀河から天の川銀河に帰還。                                                                                           | |
| M-87                           | 2437年 | 8月 | 太陽系が時間警察の攻撃で壊滅状態になる。太陽系艦隊の９０％（９万隻）を失うがオールドマンが時間警察の艦隊を道連れにしてかろうじて撃退。 |
| M-87                           | 2437年 | 9月 | ロワ・ダントン死亡認定 |
|                                | 2907年 | | 第一次遺伝子危機 |
| 2909年                         | | 第二次遺伝子危機 | |
| 2931年                         | | モリー・ローダン＝アブロ死亡 | |
| カピン                         | 3430年 | | 太陽系帝国とダブリファ帝国との戦い ローリン計画の発動により、太陽系がＡＴＧフィールド内に退避する。 |
| カピン                         | 3432年 | | 太陽系帝国政府とリバルド・コレッロとの戦い。 「死の衛星」（太陽衛星）が発見される。 |
| カピン                         | 3433年 | | テラナーがカピン人と接触 ローダン一行がタイムマシン「ゼロ時間デフォルメーター」で紀元前５万年頃へ漂着するもその後帰還。 |
| カピン                         | 3434年 | 7月 | タイタンで２０万年間深層睡眠していたモシャケン提督が発見される。 時間コマンドが20万年前の過去でロワ・ダントンを発見し連れ帰る テラナーが太陽衛星を破壊 太陽系のＡＴＧフィールドが消滅 ダブリファ帝国が崩壊 |
| カピン                         | 3437年 | 7月 | 《マルコ・ポーロ》がグルエルフィン銀河に出発。 |
| カピン                         | 3438年 | | 太陽系帝国とタケル人との戦い タケル人の太陽系襲撃により冥王星が破壊される |
| 大群                           | 3440年 | | 「大群」が天の川銀河系に接触する。「銀河重力定数」が操作され、天の川銀河系の知的種族が痴呆化する。 |
| 大群                           | 3441年 | | 《マルコ・ポーロ》が地球に帰還。 |
| 大群                           | 3442年 | | 太陽系が「大群」に飲み込まれる。 |
| 大群                           | 3443年 | | 「大群」が銀河系を離脱する |
| 旧ミュータント                 | 3444年 | | 「苦悶の声」が確認される アスポルク危機 |
| 旧ミュータント                 | 3444年 | 8月1日 | ローダン、太陽系帝国大執政官に再選 |
| 銀河のチェス                   | 3456年 | | 《それ》と《反それ》との間でその存在をかけた「ゲーム」が開始される 《マルコ・ポーロ》が並行宇宙を放浪する｡ 銀河系全域に不治の病「ＰＡＤ病」が蔓延する。 |
| 銀河のチェス                   | 3457年 | | 「ゲーム」により、ローダンが肉体から脳を分離させられ他の銀河に飛ばされる。 |
| 銀河のチェス                   | 3458年 | | 「ゲーム」が《反それ》の敗北で終わる ローダンの脳が地球に帰還 |
| 公会議                         | 3458年 | 12月 | 天の川銀河系に「七種族の公会議」の一員であるラール人が出現。 |
| 公会議                         | 3459年 | 2月 | 天の川銀河系がラール人に制圧される。 ローダンがラール人の傀儡政権の「第一ヘトラン」に就任。 |
| 公会議                         | 3459年 | 3月18日 | ローダンがオラナ・セストーレと結婚 |
| 公会議                         | 3459年 | 7月 | 太陽系がATGフィールドにより相対未来に逃走。 超重族レティクロンが２代目第一ヘトランに就任 |
| 公会議                         | 3460年 | 3月 | 恒星転送機を使用して地球・月を銀河系中心部への避難させるも失敗。未知の銀河の星域「星のメールストローム」に転送される。 |
| アフィリー                     | 3460年 | | 地球の消滅により太陽系が公会議に陥落。銀河系は完全に公会議に支配される テラナー残党により銀河系の暗黒星雲プロヴコン・ファウストの惑星ガイアにテラナーの国家「新アインシュタイン帝国（ＮＥＩ）」が誕生。アトランが指導者となり公会議へのゲリラ的な抵抗を続ける｡ 星のメールストロームに飛ばされた地球は恒星メダイロンを巡る惑星となる |
| アフィリー                     | 3540年 | 7月 | 地球で感情を失った人間「アフィリカー」によるクーデターが発生しローダン達は宇宙艦《ソル》で地球から追放される。 ローダン一行は《ソル》で故郷の銀河を目指しいくつもの銀河を放浪する。 |
| アフィリー                     | 3580年 | | 天の川銀河で対公会議同盟の銀河種族尊厳連合が結成 |
| アフィリー                     | 3581年 | | 《ソル》が公会議の基盤である超空間回廊「次元トンネル」を破壊、公会議勢力は事実上瓦解 《ソル》が天の川銀河系に帰還。アトランらと合流。 メダイロンと地球が「喉」に吸い込まれて消失 |
| アフィリー                     | 3582年 | | 《ソル》が地球捜索に出発 |
| バルディオク                   | 3582年10月-3583年2月                                                                                           | 3582年10月-3583年2月 | 《ソル》がド・モルヴォン銀河でバルディオクとテルムの女帝の争いに巻き込まれる。 |
| バルディオク                   | 3583年 | 4月 | 《ソル》がニパソル＝ソン銀河に到着。「テルムの女帝」との遭遇。 |
| バルディオク                   | 3583年 | 《ソル》がガヌール銀河で地球を発見する。 天の川銀河系でラール人によるGKDティールド展開が始まる。                                           | |
| バルディオク                   | 3583年10月-3584年3月                                                                                           | 3583年10月-3584年3月 | 《ソル》とバルディオクの三具象との戦い |
| バルディオク                   | 3584年 | | 《それ》が「コンセプト」を作り出す。 ローダンが第四具象ブルロクに拉致される。 天の川銀河のケロスカーが中性子星「アルクル＝ベータ」を利用してニパソル＝ソン銀河へ向かう。 ガヌール銀河で「コンセプト」が惑星ゴシュモス・キャッスルから人口惑星エデンＩＩを作る。                                                                     |
| バルディオク                   | 3585年 | | ラール人がブラックホール「アルクル＝ベータ」経由で銀河系から撤退。 地球と月がブラックホール経由で元の太陽系に帰還。 |
| バルディオク                   | 3586年 | １月１日 | 自由テラナー連盟成立 |
| バルディオク                   | 3586年 | 12月 | 《それ》がテラナーに対して「パン＝タウ＝ラ」を捜索するよう依頼 |
| 《パン＝タウ＝ラ》             | 3586年 | 5月1日 | 宇宙艦《バジス》が就役。 その後アルグストゲルマート銀河で《ソル》と合流し「パン＝タウ＝ラ」を捜索 |
| 《パン＝タウ＝ラ》             | 3586年 | テラナーが「パン＝タウ＝ラ」をハイパー空間に封印。                                                                                         | |
| 宇宙の城                       | | | |
| 宇宙ハンザ                     | | | |
| 無限アルマダ                   | | | |
| クロノフォシル                 | | | |
| ネットウォーカー               | | | |
| タルカン                       | | | |
| カンタロ                       | | | |